# Staryja Darohi
Staryja Darohi (bělorusky Старыя Дарогi, rusky Старые Дороги – Staryje Dorogi) je město v Minské oblasti v Bělorusku. K roku 2017 mělo více než deset tisíc obyvatel a bylo správním střediskem svého rajónu.

## Poloha a doprava
Staryja Darohi leží přibližně 150 kilometrů jihovýchodně od Minsku, hlavního města republiky. Je v nich nádraží na železniční trati spojující Asipovičy v Mohylevské oblasti s Baranavičy v Brestské oblasti. Také přes něj vede silnice z Babrujsku v Mohylevské oblasti do Slucku.

## Dějiny
První zmínka je z roku 1524. Městem jsou Staryja Darohi od roku 1938.